# 552

## Събития
- юли – Византия покорява остготското кралство.
- Будизмът е въведен в Япония.
- Копринените буби са внесени тайно във Византия от Китай.
- Битката при Асфелд: лангобардите, водени от крал Аудоин, побеждават гепидите.
- Евтихий става константинополски патриарх.
- Кинрик, крал на Уесекс, пленява крепостта в Олд Сарум.
- Будистката богиня Бензайтен, според преданията, слиза на остров Еношима в Япония.

## Починали
- Тотила, крал на остготите.
- Тея, 30 октомври, последният крал на остготите.